# Luigi Berzolari
Luigi Berzolari   (Nàpols, 1 de maig de 1863 - Pavia, 10 de desembre de 1949) va ser un matemàtic italià.

## Vida i obra
Fill d'un oficial d'infanteria, Berzolari va fer els estudis secundaris a Pavia, on va ser alumne de Salvatore Pincherle. De 1880 a 1884 va estudiar a la universitat de Pavia, en la qual es va graduar en matemàtiques. Els anys següents, va ser professor a instituts de Pavia i de Vigevano, mantenint el contacte amb la universitat de Pavia com assistent. El 1888 va obtenir l'habilitació docent i el 1892 la llicència per la docència universitària.
El 1893 va obtenir, per concurs, la càtedra de geometria projectiva i descriptiva de la universitat de Torí, de la qual va passar, també per concurs, a la càtedra d'anàlisi algebraica de la universitat de Pavia, en la qual romandrà fins a la seva jubilació el 1935, amb l'excepció del curs 1924-1925 que va donar classes a la universitat de Milà. A Pavia, va ser degà de la facultat de ciències en diverses ocasions i rector de la universitat en els períodes 1909-1913 i 1920-1922.
Va ser president de l'Unione Matematica Italiana i de l'Istituto Lombardo de Scienze e Lettere.
Berzolari és recordat, sobre tot, per haver estat l'editor principal de la Enciclopedia delle matematiche elementari, una enciclopèdia de matemàtiques en set volums (1930-1953) que la Unione va decidir editar el 1909, encarregant a Berzolari, conjuntament amb Giulio Vivanti i Duilio Gigli, la direcció de l'equip de redactors.